# Église Saint-Michel de Vienne
L'église Saint-Michel est une église paroissiale située sur la place Saint-Michel du 1er arrondissement de Vienne, en Autriche.

## Histoire

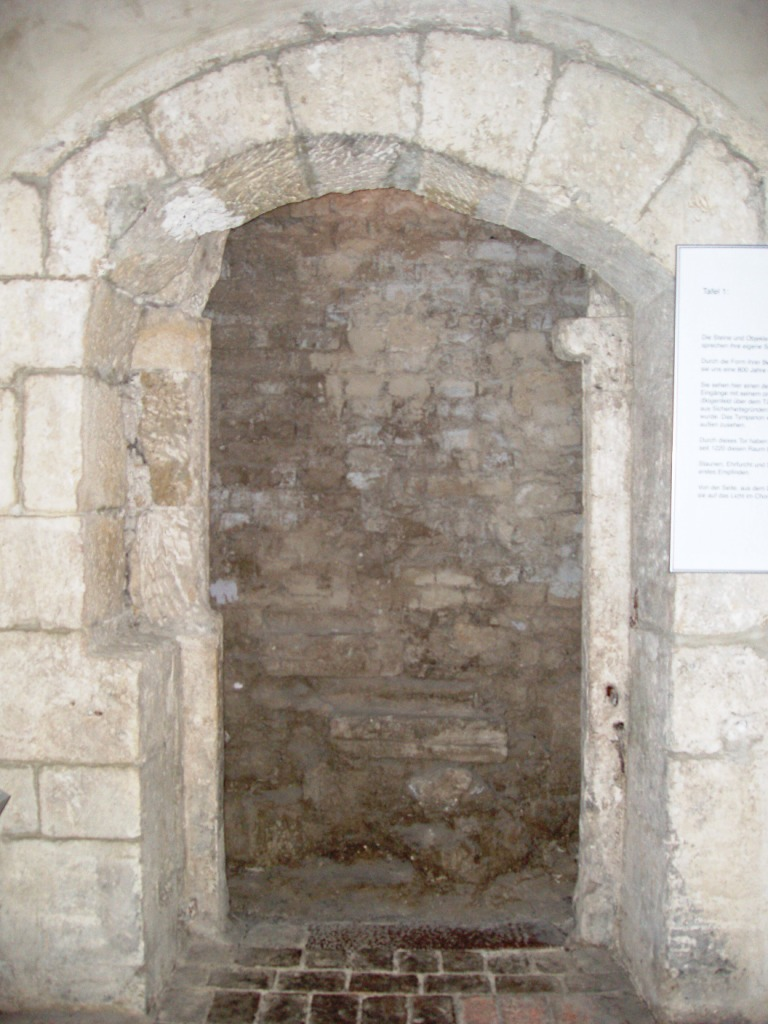
Entrée fortifiée de style roman de la crypte.

Elle est construite de 1219 à 1221, sur la demande du duc Léopold VI d'Autriche. Rare édifice viennois de style roman, elle est l'une des trois paroisses de la ville avec celle de Saint-Étienne et la Schottenstift. Elle est dédiée à l'archange Michel et est desservie par les Salvatoriens depuis 1923.
Maitre Andrä prend part en 1450 à la construction de son orgue.

## Dans la culture
La scène du mariage de l'empereur François-Joseph d'Autriche et de la duchesse Élisabeth en Bavière dans le film Sissi (1955) sont tournées dans l'église alors qu'il a eu lieu à celle des Augustins.